# 五条兼永
五条 兼永（ごじょう かねなが、生没年不詳）は、平安時代中期の刀工。

## 経歴・人物
三条宗近の子または孫と伝わり、長元年間頃に京都五条に住んだ。五条派の代表的刀工で、太刀2振りが現存する。子に国永、兼次、兼安（いずれも刀工）がいる。